# Abbaye de Ninove
L'abbaye de Ninove, dont il ne reste que l'église au centre de la ville de Ninove en Belgique, dans la province de Flandre-Orientale, était un monastère de l'ordre des Prémontrés. 
Sept chanoines de l'abbaye de Parc fondèrent l'abbaye en 1137. Ils se sont installés sur des terres incultes qui leur ont été offertes par le  seigneur de Ninove, aux environs de la ville, au bord de la Dendre. La communauté s'est accrue régulièrement, son patrimoine foncier lui permettant très tôt de s'occuper des paroisses environnantes. Des frères convers se chargeaient de l'exploitation des fermes.
Les XVIe et XVIIe siècles furent difficiles, étant donné les troubles politiques et les guerres religieuses ayant affligé les Pays-Bas méridionaux. Au XVIIIe siècle s'ouvrit une période de calme et de prospérité. Tous les bâtiments de l'abbaye furent alors reconstruits selon les plans d'un architecte gantois conseillé par Laurent-Benoît Dewez.
L'abbaye fut supprimée par l'occupant révolutionnaire français en 1796. Les religieux réussirent à la racheter, mais durent la vendre en 1822. Beaucoup de bâtiments furent démolis durant la première moitié du XIXe siècle. Son abbatiale est devenue l'église paroissiale de Notre-Dame de l'Assomption en 1813.

## Géographie
L'abbaye de Ninove est situé dans la ville de Ninove, en Belgique, dans la Province de Flandre-Orientale.

## Histoire
En 1137, à l'invitation de Gérard, dit le Connétable, seigneur de Ninove, sept chanoines prémontrés de l'abbaye de Parc s'installent sur des terres incultes qui leur sont offertes aux environs de la ville, au bord de la Dendre. Les débuts sont difficiles. Le premier supérieur est démis de ses fonctions et le deuxième prend la fuite… Le vrai fondateur en est le troisième, un certain Giselbert, venu de l'abbaye de Prémontré (à Laon en France) et élu abbé du monastère double de Ninove en 1142.
Grâce aux donations reçues, la communauté, dont le nombre de membres augmente régulièrement, s'assure bientôt un patrimoine foncier qui lui permet de s'occuper des paroisses environnantes. À la fin du XIIe siècle elle possède 400 hectares. Au XVIIe siècle elle en aura le triple. Des fermes sont organisées : la première à Ruisbroek en 1140. Des frères convers, sous la direction d'un chanoine, se chargent de leur exploitation.
Au XVe siècle la trentaine de chanoines de Ninove ont la charge pastorale des paroisses de Ninove, Liedekerke, Pamel, Voorde, Okegem, Oetingen, Herlinkhove et d'autres.
Les XVIe et XVIIe siècles sont difficiles, étant donné les troubles politiques et les guerres religieuses affligeant les Pays-Bas méridionaux. La chronique de l'abbaye, tenue régulièrement par un des chanoines, signale de fréquents passages de troupes, soit françaises soit espagnoles, avec les pillages qui s'ensuivent. Ce qui fait qu'il faut près de cent ans pour reconstruire l'église détruite par un incendie en 1603. Le chroniqueur mentionne de très fréquentes interruptions de travaux. Commencée en 1635, elle est terminée en 1727, sous l'abbatiat de Ferdinand van der Haegen. Elle comporte trois nefs.
Au XVIIIe siècle s'ouvre une nouvelle période de calme et de prospérité. Tous les bâtiments de l'abbaye sont reconstruits selon les plans d'un architecte gantois du nom de Simoens, conseillé par Laurent-Benoît Dewez. Ferdinand van der Haegen est également un excellent économe : sa gestion judicieuse des biens de l'abbaye, n'hésitant pas à emprunter des capitaux (avec l'accord de sa communauté) permet de mener à bien l'ensemble des travaux.
Le 27 avril 1727, l'église est consacrée par l'archevêque de Malines, Thomas d'Hénin-Létard. Quant à la tour elle ne sera achevée qu'en 1844.
Comme tant d'autres, l'abbaye est supprimée lorsque le pouvoir révolutionnaire français s'installe dans les Pays-Bas méridionaux. Les derniers chanoines quittent les lieux en 1797. Les bâtiments sont vendus. Les religieux réussissent à racheter l'abbaye à sa suppression, mais durent la vendre en 1822.
Beaucoup de bâtiments sont progressivement démolis durant la première moitié du XIXe siècle. Quelques vestiges ont survécu :
- une maison de plaisance à fronton (ancien réfectoire) ;
- l'ancienne brasserie (1645) ;
- des restes du moulin (armes de l'abbaye) ;
- la « Porte aux vaches » (la Koepoort), imposant portail pittoresque du XVIe siècle, orné de bustes de saints, patrons de l'abbaye, lequel, depuis l'enceinte de l'abbaye, conduisait aux champs et aux bois environnants ;

L'église (qui rappelle celle de Grimbergen) devient une église paroissiale en 1813, reprenant le titre d'une église paroissiale du quartier, vétuste et démolie : elle est dès lors dédiée à Notre-Dame de l'Assomption.

## Patrimoine
- Les stalles en chêne du chœur des chanoines datent de 1636[2], de l'abbatiat de Jean David (première moitié du XVIIe siècle) et proviennent de l'ancienne église abbatiale.
- La châsse en cuivre et argent, contenant des reliques des saints Corneille et Cyprien est une œuvre d'orfèvrerie bruxelloise de 1643-1644.
- Deux confessionnaux remarquables, œuvres de Jacques de Koninck et Théodore Verhaeghe (XVIIIe siècle), élèves du sculpteur Bergé[2], sont décorés de personnages délicatement sculptés. Les lambris et autels des bas-côtés sont œuvres du même Théodore Verhaeghe.
- Les orgues furent montées en 1728 par le facteur Jean-Baptiste Forceville (nl).
- La monumentale chaire de vérité, une œuvre du sculpteur Jacques Bergé (1693-1756) qui date de 1747, fut vendue en 1807 à l'église Saint-Pierre de Louvain et s'y trouve encore.
- Le maître-autel de 1728, le portique et le buffet d'orgue, de Van der Haeghen[2].
- Des tableaux de Smeyers, de Millé, d'Hondt, d'Antonio Van den Heuvel et de son maître de Craeyer (Martyre de saint Georges), de Van Orley (Nativité).

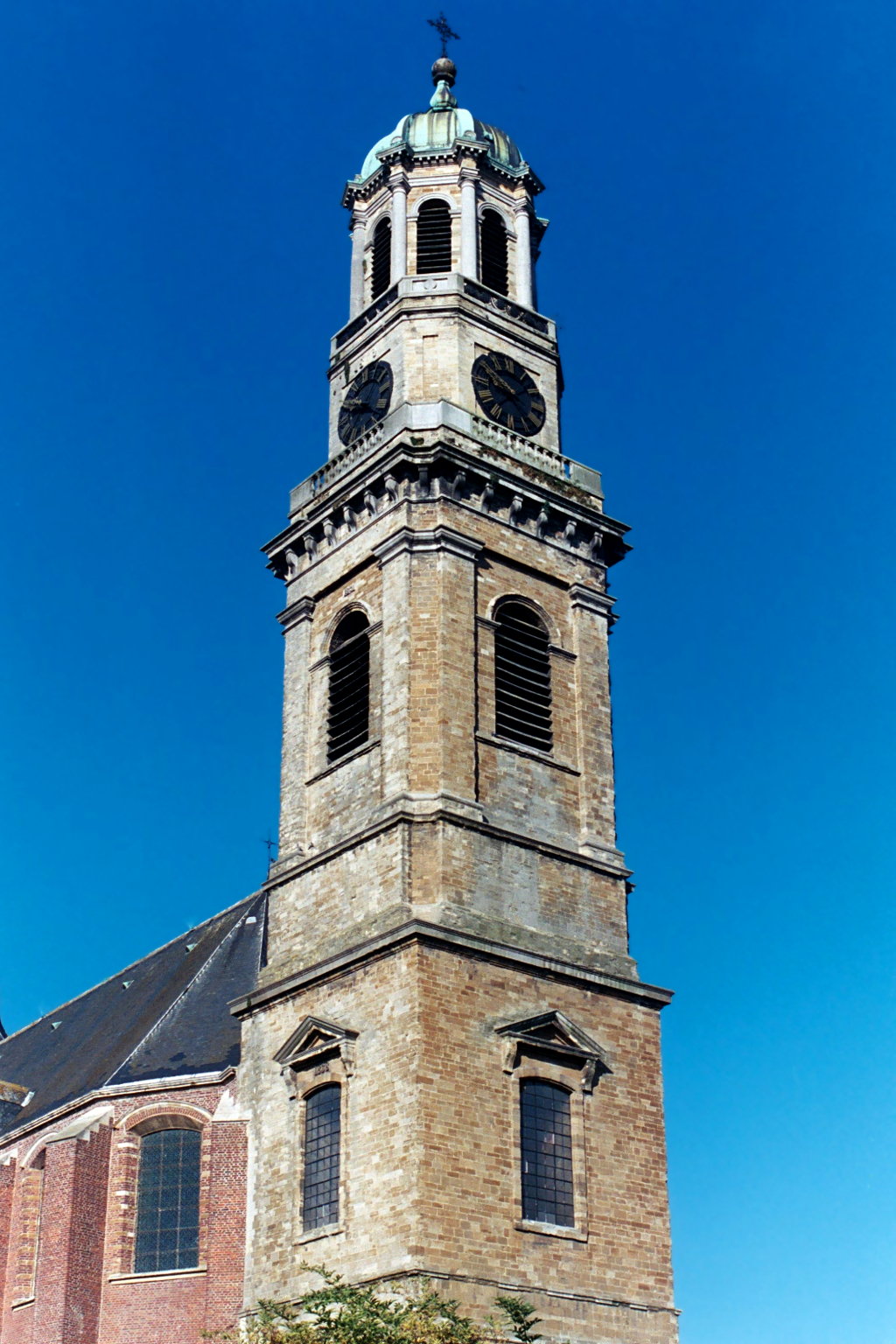
Le clocher néo-classique construit par Louis Roelandt entre 1826 et 1844.
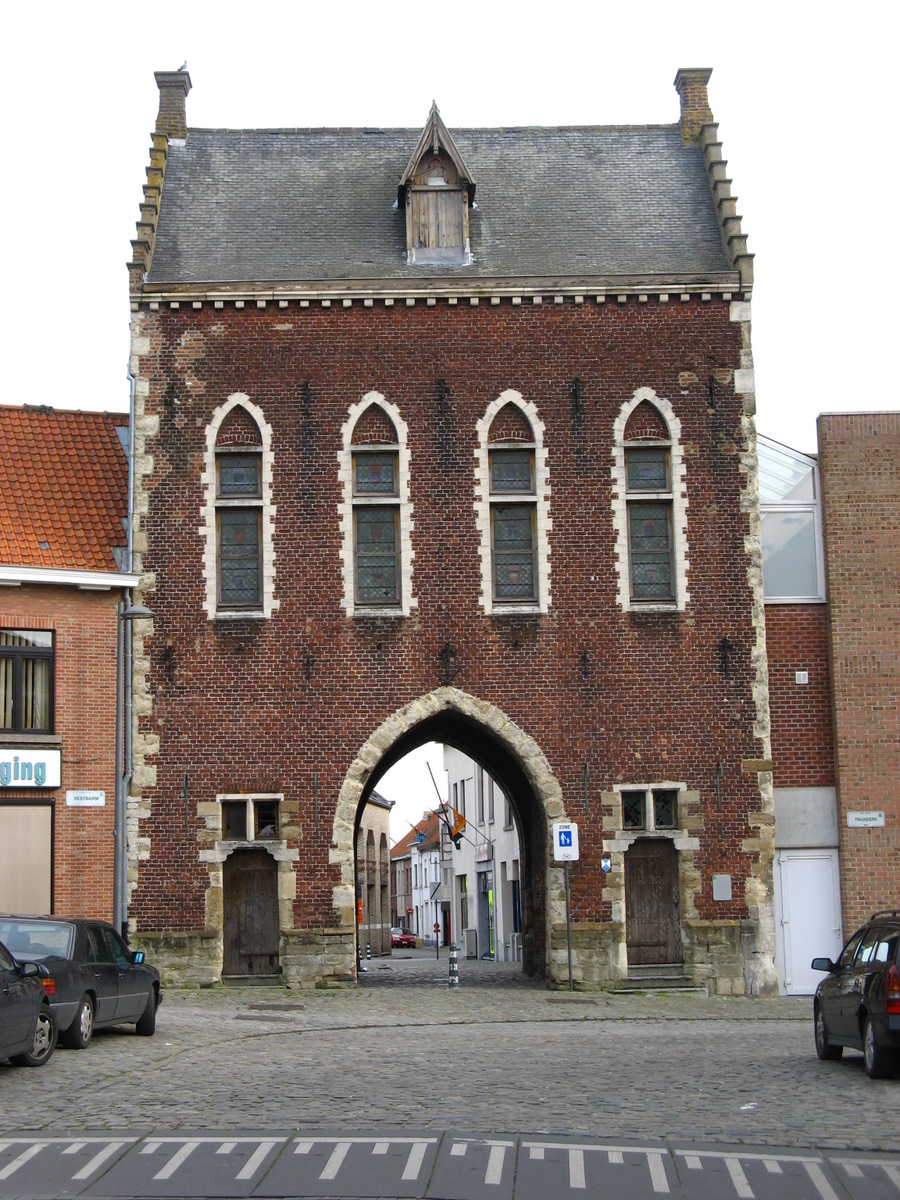
La porte aux vaches (Koepoort) côté intérieur.